# Exocentrus terminaliae
Exocentrus terminaliae là một loài bọ cánh cứng trong họ Cerambycidae.